# Carlskrona Golfklubb
Carlskrona Golfklubb är en golfklubb på Almö i Blekinge. Klubben bildades ursprungligen som Karlskrona GK 1906 och var mellan 1907 och tills den upplöstes 1924 medlem i Svenska Golfförbundet. Carlskrona Golfklubb bildades den 7 maj 1949 och blev invald i Svenska Golfförbundet 1954.

## Historia

### Karlskrona Golfklubb
Karlskrona Golfklubb bildades 1906 och första ordföranden var Ludwig Åkerhielm, som även satt i Svenska Golfförbundet styrelse mellan 1908 och 1916. Klubben gick 1907 med i Svenska Golfförbundet och var då Sveriges tredje golfklubb efter Göteborgs GK och Stockholms GK. De spelade på en 9-hålsbana i Wämöparken. Under första världskriget togs banan i anspråk för potatisodling och 1917 slutade därför golfbanan användas. 1924 lämnade klubben som en följd av detta Svenska Golfförbundet och blev upplöst.

### Carlskrona Golfklubb
Den 7 maj 1949 bildades Karlskrona Golfklubb på nytt på Almö. Vid bildandet anlade klubben en 6-hålsbana med Douglas Brasier som banarkitekt. Efter ombildandet stod de första 9 hålen klara 1955 och 1966 bytte klubben namn till Carlskrona Golfklubb. Det blev en 12-hålsbana 1969 och 18-hålsbanan stod klar 1982 efter ritningar av Douglas Brasier och Jan Sederholm.